# Koto (Kana)
Koto (Hiragana: , Katakana: ヿ) ist ein mehrsilbiges japanisches Schriftzeichen.  ist eine Ligatur, welche die beiden Hiragana-Zeichen こ (ko) und と (to) verbindet, während ヿ auf das Kanji 事 (Kun-Lesung koto, dt. „Ding“) zurückgeht. Sie kommen nur selten zum Einsatz und werden meist in der vertikalen Schreibweise verwendet.
In der Codierung JIS X 0213 hat ヿ den Wert 22 38 (hex), die Unicode-Nummer ist U+30FF (12543). Damit belegt koto im Unicodeblock Katakana die letzte Stelle.